# Val-de-Reuil
Val-de-Reuil je francouzská obec v departementu Eure v regionu Normandie. V roce 2010 zde žilo 13 380 obyvatel. Je centrem kantonu Val-de-Reuil.

## Vývoj počtu obyvatel
Počet obyvatel 